# Klondike (řeka)
Klondike (anglicky Klondike River) je mělká řeka v centrální části teritoria Yukon na severozápadě Kanady. Délka jejího toku činí 161 km.

## Průběh toku
Pramení v Ogilvie Mountains, je přítokem řeky Yukon, do které se z východu vlévá v Dawson City.

## Historie
Dala jméno okolní oblasti i zlaté horečce koncem 19. století. Zlato bylo objeveno v jejích přítocích v roce 1896 a těží se zde dodnes.

### Externí odkazy

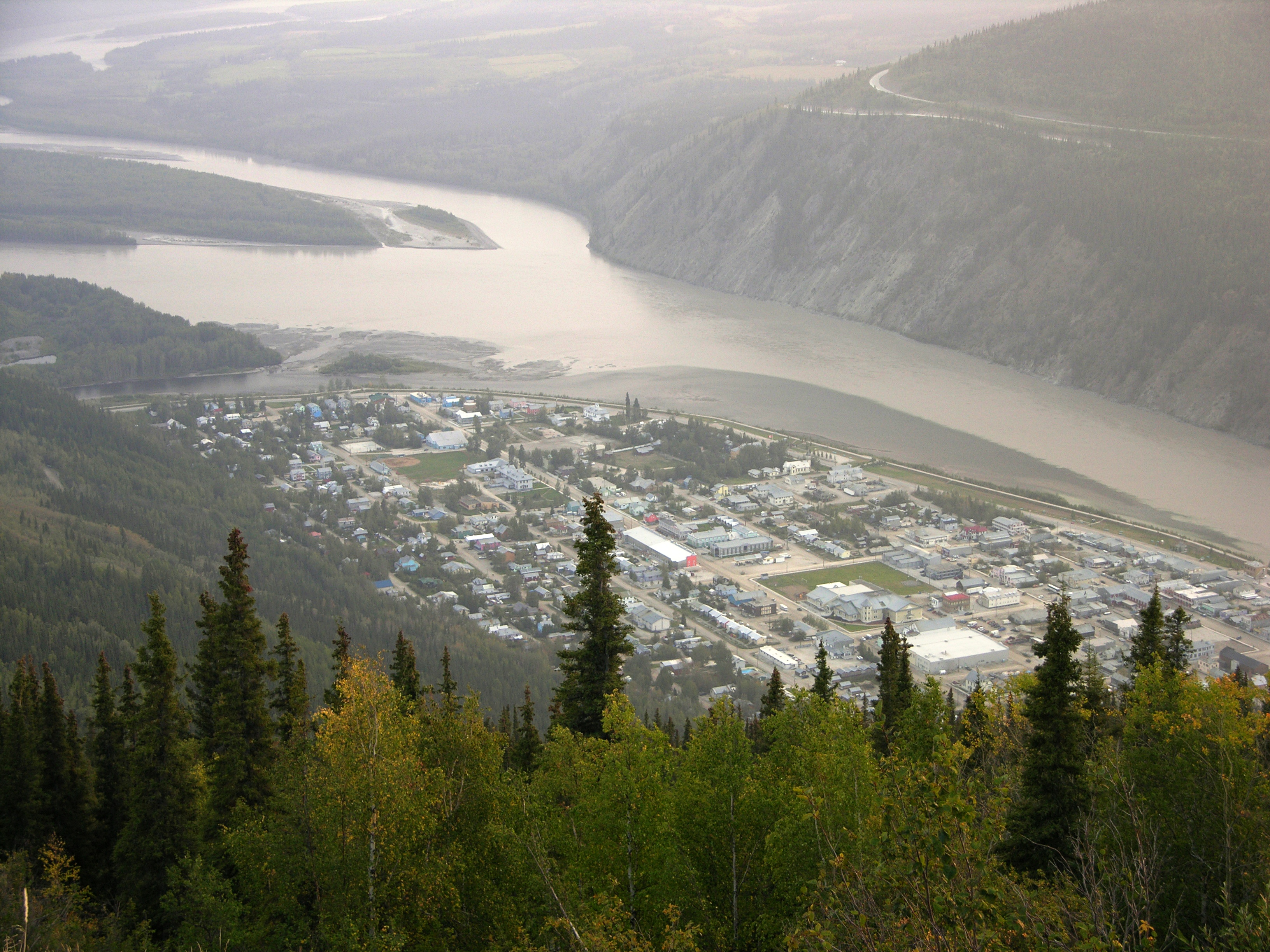
Pohled na řeku Klondike (vlevo) vlévající se do řeky Yukon (nahoře vpravo) u Dawson City